# Bahnhof Kaisersesch
Der Bahnhof Kaisersesch ist eine Station der Eifelquerbahn in Kaisersesch in der Eifel in Rheinland-Pfalz.

## Geschichte
Der Bahnhof Kaisersesch ging gemeinsam mit dem letzten Streckenabschnitt der Eifelquerbahn von Mayen nach Gerolstein 1895 in Betrieb.
Der Bau des Bahnhofsgebäudes wurde 1894 abgeschlossen. Seine Außenfassaden wurden überwiegend mit Buntsandstein und rotem Sandstein versehen. Es ist heute ohne betriebliche Nutzung.
Es handelt sich um einen ehemaligen Kreuzungsbahnhof der Züge der Eifelquerbahn, jedoch wurde der Personenverkehr auf dem Abschnitt von Kaisersesch nach Gerolstein eingestellt. Später diente der Bahnhof Kaisersesch als Umsteigebahnhof zwischen den Regionalbahnen aus Richtung Andernach kommend und den Sonderzügen des Touristikverkehrs der Vulkan-Eifel-Bahn Betriebsgesellschaft (VEB) zur Weiterfahrt in Richtung Ulmen, Daun und Gerolstein.
Der Bahnhof verfügte über ein mechanisches Stellwerk, einen Warteraum, einen Fahrkartenschalter und eine Gepäckabfertigungsanlage sowie eine Dienstwohnung. Der Bahnhof Kaisersesch hat zwei hintereinander gelegene Bahnsteige. Einer dieser Bahnsteige dient der Regionalbahnlinie nach Andernach, der andere Bahnsteig diente den Schienenbussen der VEB.

## Betrieb
| Linie                    | Betreiber | Zuglauf                                                                        | Takt        |
| ------------------------ | --------- | ------------------------------------------------------------------------------ | ----------- |
| RB 38                    | DB Regio  | Andernach – Miesenheim – Kruft – Mendig – Kottenheim – Mayen Ost – Kaisersesch | Stundentakt |
| Stand: 15. Dezember 2024 |           |                                                                                |             |

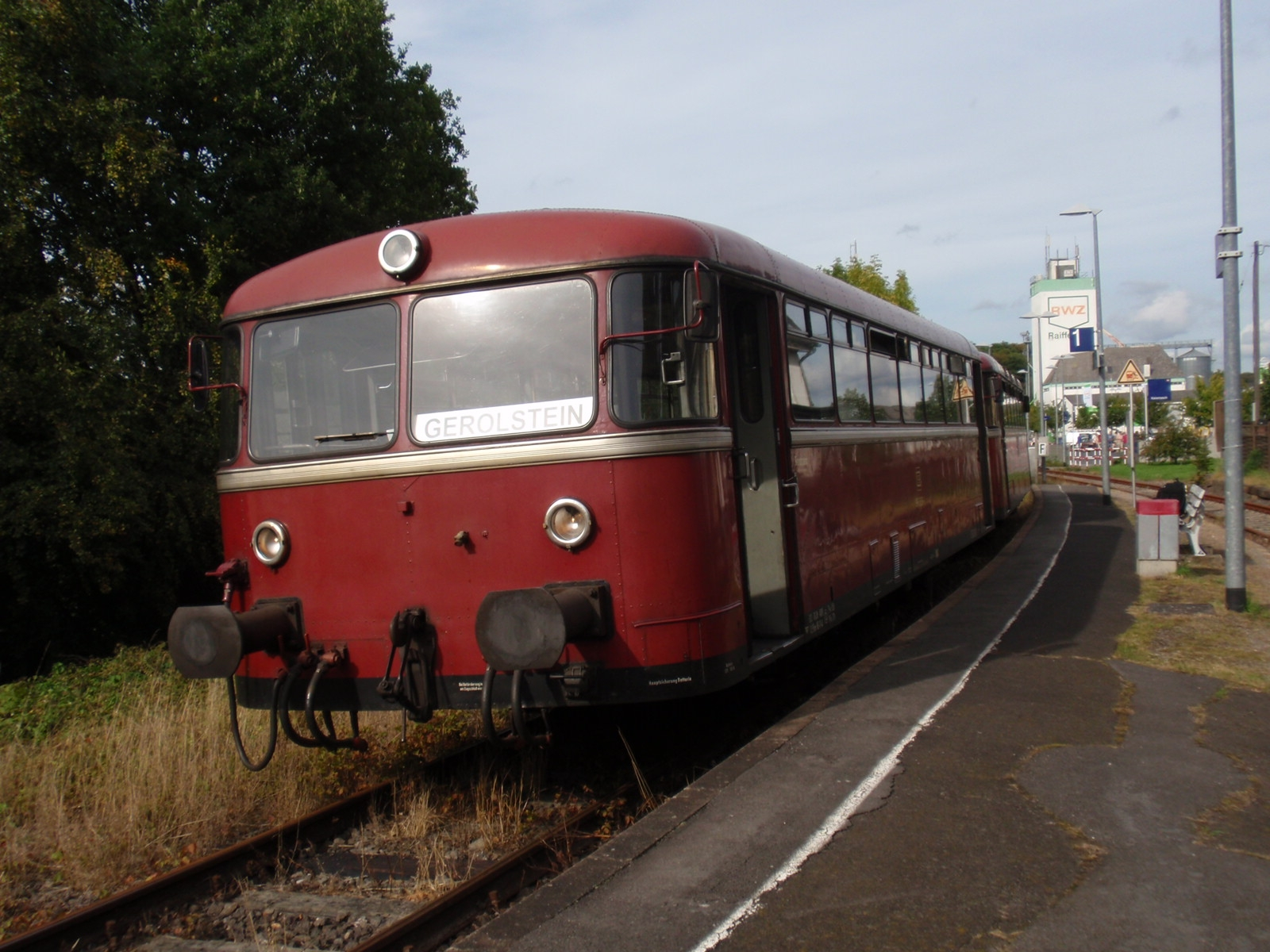
Der Bahnsteig der Züge nach Gerolstein (Sonderzugverkehr)

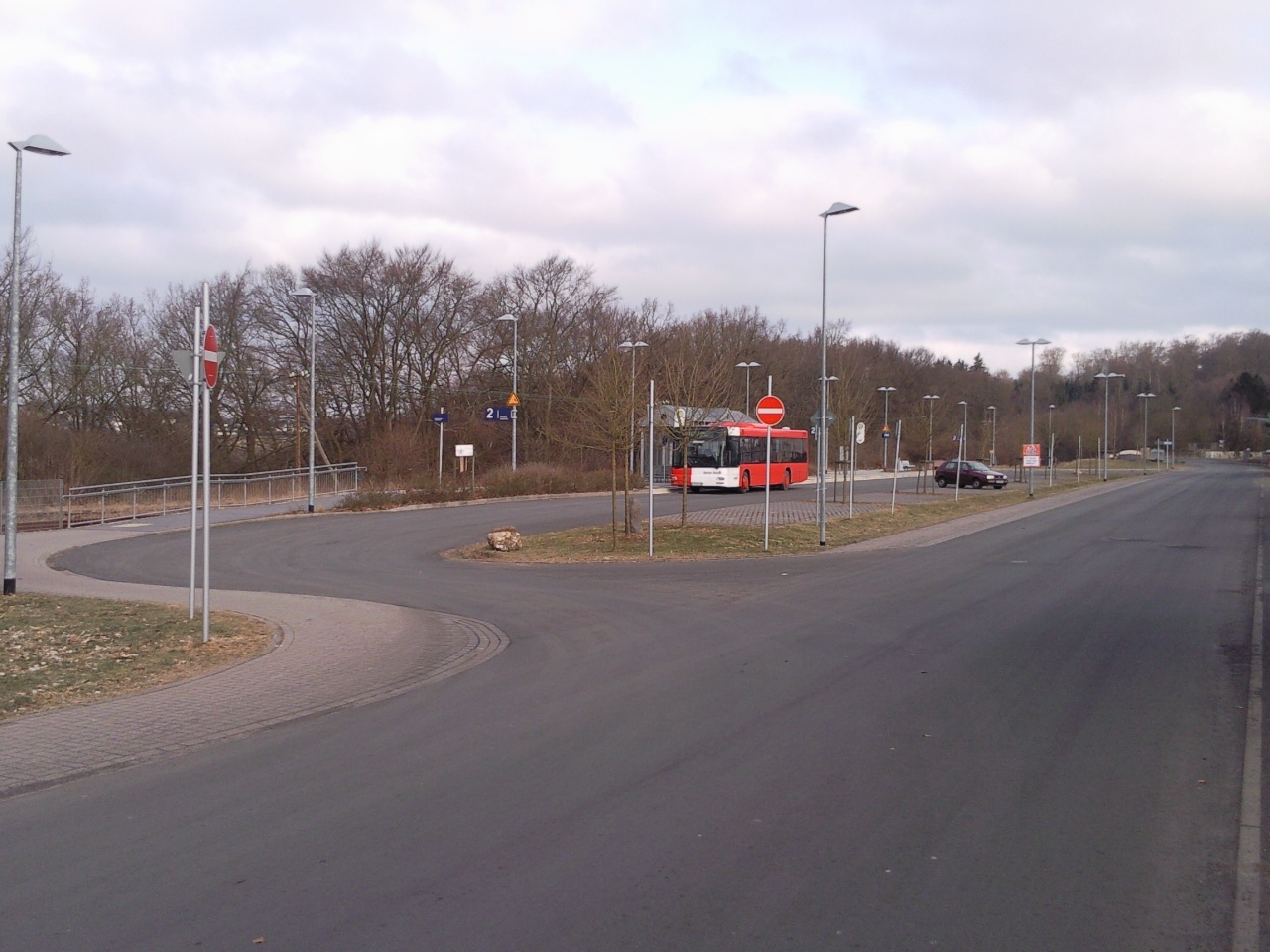
Regionalbushaltestelle, Park- und Bike-and-Ride-Anlage am Bahnhof Kaisersesch

Heute wird er durch die Regionalbahnen der Linie RB38 (Lahn-Eifel-Bahn) Kaisersesch–Mayen–Andernach bedient. Zudem besteht Anschluss an den Regionalbusverkehr.
Der Bahnhof Kaisersesch im Landkreis Cochem-Zell liegt im Verbundgebiet des Verkehrsverbund Rhein-Mosel (VRM).
Am Bahnhof befindet sich eine Park-and-Ride-Anlage und eine Bike-and-Ride-Anlage.
Der Bahnsteig der Regionalbahnlinie 38 nach Andernach ist teilweise barrierefrei, stufenfrei erreichbar und mit Blindenleitlinie versehen, automatisierte Ansagen erfolgen bei Abweichungen vom Regelfahrplan durch den Dynamischen Schriftanzeiger.
Unweit westlich des Bahnhofs Kaisersesch, in Fahrtrichtung Gerolstein, befindet sich die Anschlussgrenze zwischen DB InfraGO und Vulkaneifelbahn-Betriebsgesellschaft (VEB), der Bahnsteig des ehemaligen Sonderzugverkehrs in Richtung Gerolstein liegt jedoch noch im Netz der DB.
Der Bahnhof war bereits ohne Personenverkehr, wurde jedoch im Jahr 2000, gemeinsam mit dem Streckenabschnitt Mayen Ost–Kaisersesch wieder in Betrieb genommen.
Eine Erweiterung der RB23 aus Limburg kommend bis Kaisersesch war bereits durch den Zweckverband SPNV Nord geplant, jedoch bislang nicht umgesetzt.